# Association de l'Est de la MLS
Pour les articles homonymes, voir Conférence Est.
L’Association de l'Est de la MLS (en anglais : MLS Eastern Conference) est l'une des deux associations de la Major League Soccer (MLS), le championnat de football (soccer) d'Amérique du Nord. Elle compte actuellement quinze équipes, ce nombre ayant varié au cours des différentes saisons. Elle est la contrepartie de l'Association de l'Ouest.

## Composition actuelle de l'association
- Atlanta United
- Charlotte FC
- Fire de Chicago
- Crew de Columbus
- D.C. United
- FC Cincinnati
- CF Montréal
- Inter Miami
- Nashville SC
- New York City FC
- Red Bulls de New York
- Revolution de la Nouvelle-Angleterre
- Orlando City SC
- Union de Philadelphie
- Toronto FC

## Composition historique de l'association

### 1996-1997
L'année 1996 voit la création de la Major League Soccer à la suite de la promesse de US Soccer de créer une ligue professionnelle aux États-Unis, alors inexistante au moment de la Coupe du monde de football 1994.
- Crew de Columbus
- D.C. United
- Revolution de la Nouvelle-Angleterre
- MetroStars de New York/New Jersey
- Mutiny de Tampa Bay

### 1998-1999
Les MetroStars de New York/New Jersey ont changé leur nom en MetroStars et l'expansion de 1998 amène le Fusion de Miami dans l'Association.
- Crew de Columbus
- D.C. United
- MetroStars
- Fusion de Miami
- Revolution de la Nouvelle-Angleterre
- Mutiny de Tampa Bay

### 2000-2001
L'Association de l'Est devient la Division Est avec la création de la Division Centre. Le Crew de Columbus et le Mutiny de Tampa Bay passent alors dans la Division Centre.
- D.C. United
- MetroStars
- Fusion de Miami
- Revolution de la Nouvelle-Angleterre

### 2002-2004
En 2002, la Division Est redevient l'Association de l'Est à la suite de la dissolution de la Division Centre. Le Fusion de Miami disparaissant, le Fire de Chicago et le Crew de Columbus sont déplacés en provenance de la Division Centre.
- Fire de Chicago
- Crew de Columbus
- D.C. United
- MetroStars
- Revolution de la Nouvelle-Angleterre

### 2005
En 2005, les Wizards de Kansas City sont déplacés en provenance de l'Association de l'Ouest.
- Fire de Chicago
- Crew de Columbus
- D.C. United
- Wizards de Kansas City
- MetroStars
- Revolution de la Nouvelle-Angleterre

### 2006
En 2006, les MetroStars ont changé leur nom en Red Bulls de New York
- Fire de Chicago
- Crew de Columbus
- D.C. United
- Wizards de Kansas City
- Red Bulls de New York
- Revolution de la Nouvelle-Angleterre

### 2007-2009
En 2007, le Toronto FC est ajouté à l'Association de l'Est.
- Fire de Chicago
- Crew de Columbus
- D.C. United
- Wizards de Kansas City
- Red Bulls de New York
- Revolution de la Nouvelle-Angleterre
- Toronto FC

### 2010
En 2010, l'Union de Philadelphie est ajouté à l'Association de l'Est. 
- Fire de Chicago
- Crew de Columbus
- D.C. United
- Wizards de Kansas City
- Revolution de la Nouvelle-Angleterre
- Red Bulls de New York
- Union de Philadelphie
- Toronto FC

### 2011
En 2011, le Dynamo de Houston passe de l'Association de l'Ouest à l'Association de l'Est tandis que les Wizards de Kansas City deviennent le Sporting Kansas City.
- Fire de Chicago
- Crew de Columbus
- D.C. United
- Dynamo de Houston
- Sporting Kansas City
- Red Bulls de New York
- Revolution de la Nouvelle-Angleterre
- Union de Philadelphie
- Toronto FC

### 2012-2014
En 2012, l'Impact de Montréal est ajouté à l'Association de l'Est.
- Fire de Chicago
- Crew de Columbus
- D.C. United
- Dynamo de Houston
- Sporting Kansas City
- Impact de Montréal
- Red Bulls de New York
- Revolution de la Nouvelle-Angleterre
- Union de Philadelphie
- Toronto FC

### 2015-2016
En 2015, les deux nouvelles franchises que sont le New York City FC et l'Orlando City SC intègrent cette association tandis que le Dynamo de Houston et le Sporting de Kansas City intègrent l’Association de l'Ouest.
- Fire de Chicago
- Crew de Columbus
- D.C. United
- Impact de Montréal
- New York City FC
- Red Bulls de New York
- Revolution de la Nouvelle-Angleterre
- Orlando City SC
- Union de Philadelphie
- Toronto FC

### 2017-2018
En 2017, la nouvelle franchise de l'Atlanta United intègre l'association.
- Atlanta United
- Fire de Chicago
- Crew de Columbus
- D.C. United
- Impact de Montréal
- New York City FC
- Red Bulls de New York
- Revolution de la Nouvelle-Angleterre
- Orlando City SC
- Union de Philadelphie
- Toronto FC

### 2019
En 2019, la nouvelle franchise du FC Cincinnati intègre l'association.
- Atlanta United
- Fire de Chicago
- Crew de Columbus
- D.C. United
- FC Cincinnati
- Impact de Montréal
- New York City FC
- Red Bulls de New York
- Revolution de la Nouvelle-Angleterre
- Orlando City SC
- Union de Philadelphie
- Toronto FC

### 2020
En 2020, la nouvelle franchise de l’Inter Miami en Nashville SC intègre l'association, mais a déménagé à l'Est depuis le MLS is Back Tournament jusqu'à la fin de saison 2020.
- Atlanta United
- Fire FC de Chicago
- Crew SC de Columbus
- D.C. United
- FC Cincinnati
- Impact de Montréal
- Inter Miami
- Nashville SC
- New York City FC
- Red Bulls de New York
- Revolution de la Nouvelle-Angleterre
- Orlando City SC
- Union de Philadelphie
- Toronto FC

### 2021
En 2021, l'Impact de Montréal est rebaptisé CF Montréal.
- Atlanta United
- Fire de Chicago
- Crew de Columbus
- D.C. United
- FC Cincinnati
- CF Montréal
- Inter Miami
- Nashville SC
- New York City FC
- Red Bulls de New York
- Revolution de la Nouvelle-Angleterre
- Orlando City SC
- Union de Philadelphie
- Toronto FC

### 2022
En 2022, le Nashville SC bascule dans l'Ouest alors que le Charlotte FC se joint à la ligue.
- Atlanta United
- Charlotte FC
- Fire de Chicago
- Crew de Columbus
- D.C. United
- FC Cincinnati
- CF Montréal
- Inter Miami
- New York City FC
- Red Bulls de New York
- Revolution de la Nouvelle-Angleterre
- Orlando City SC
- Union de Philadelphie
- Toronto FC

### Depuis 2023
En 2023, le Nashville SC revient dans l'Association de l'Est alors que le Charlotte FC se joint à la ligue.
- Atlanta United
- Charlotte FC
- Fire de Chicago
- Crew de Columbus
- D.C. United
- FC Cincinnati
- CF Montréal
- Inter Miami
- Nashville SC
- New York City FC
- Red Bulls de New York
- Revolution de la Nouvelle-Angleterre
- Orlando City SC
- Union de Philadelphie
- Toronto FC

## Palmarès
Légende
- Leader d'association (saison régulière) : équipe finissant en tête de l'association en saison régulière
- MLS Supporters' Shield : meilleure équipe du championnat en saison régulière
- Champion d'association (séries éliminatoires) : équipe vainqueur de l'association de l'Est à l'issue des séries éliminatoires
- Coupe MLS : vainqueur du championnat
- Les tirets signifient que les vainqueurs ne se situent pas dans l'association de l'Est.

| Année | Leader d'association (S.R.)          | Supporters' Shield                   | Champion d'association (S.E.)        | Vainqueur de la Coupe MLS |
| ----- | ------------------------------------ | ------------------------------------ | ------------------------------------ | ------------------------- |
| 1996  | Mutiny de Tampa Bay                  | Mutiny de Tampa Bay                  | D.C. United                          | D.C. United               |
| 1997  | D.C. United                          | D.C. United                          | D.C. United                          | D.C. United               |
| 1998  | D.C. United                          | -                                    | D.C. United                          | -                         |
| 1999  | D.C. United                          | D.C. United                          | D.C. United                          | D.C. United               |
| 2000  | MetroStars                           | -                                    | [ note 1 ]                           | -                         |
| 2001  | Fusion de Miami                      | Fusion de Miami                      | [ note 1 ]                           | -                         |
| 2002  | Revolution de la Nouvelle-Angleterre | -                                    | Revolution de la Nouvelle-Angleterre | -                         |
| 2003  | Fire de Chicago                      | Fire de Chicago                      | Fire de Chicago                      | -                         |
| 2004  | Crew de Columbus                     | Crew de Columbus                     | D.C. United                          | D.C. United               |
| 2005  | Revolution de la Nouvelle-Angleterre | -                                    | Revolution de la Nouvelle-Angleterre | -                         |
| 2006  | D.C. United                          | D.C. United                          | Revolution de la Nouvelle-Angleterre | -                         |
| 2007  | D.C. United                          | D.C. United                          | Revolution de la Nouvelle-Angleterre | -                         |
| 2008  | Crew de Columbus                     | Crew de Columbus                     | Crew de Columbus                     | Crew de Columbus          |
| 2009  | Crew de Columbus                     | Crew de Columbus                     | Real Salt Lake                       | Real Salt Lake            |
| 2010  | Red Bulls de New York                | -                                    | Rapids du Colorado                   | Rapids du Colorado        |
| 2011  | Sporting de Kansas City              | -                                    | Dynamo de Houston                    | -                         |
| 2012  | Sporting de Kansas City              | -                                    | Dynamo de Houston                    | -                         |
| 2013  | Red Bulls de New York                | Red Bulls de New York                | Sporting de Kansas City              | Sporting de Kansas City   |
| 2014  | D.C. United                          | -                                    | Revolution de la Nouvelle-Angleterre | -                         |
| 2015  | Red Bulls de New York                | Red Bulls de New York                | Crew SC de Columbus                  | -                         |
| 2016  | Red Bulls de New York                | -                                    | Toronto FC                           | -                         |
| 2017  | Toronto FC                           | Toronto FC                           | Toronto FC                           | Toronto FC                |
| 2018  | Red Bulls de New York                | Red Bulls de New York                | Atlanta United                       | Atlanta United            |
| 2019  | New York City FC                     | -                                    | Toronto FC                           | -                         |
| 2020  | Union de Philadelphie                | Union de Philadelphie                | Crew de Columbus                     | Crew de Columbus          |
| 2021  | Revolution de la Nouvelle-Angleterre | Revolution de la Nouvelle-Angleterre | New York City FC                     | New York City FC          |
| 2022  | Union de Philadelphie                | -                                    | Union de Philadelphie                | -                         |
| 2023  | FC Cincinnati                        | FC Cincinnati                        | Crew de Columbus                     | Crew de Columbus          |
| 2024  | Inter Miami                          | Inter Miami                          | Red Bulls de New York                | -                         |